# 金袖鳳凰螺
金袖鳳凰螺（学名：Strombus aratrum）为鳳凰螺科鳳凰螺屬下的一个种。